# Аптякпось
Аптякпо́сь (рос. Аптякпось, чув. Аптекпуç) — присілок у Чувашії Російської Федерації, у складі Ядринського сільського поселення Ядринського району.
Населення — 115 осіб (2010; 108 в 2002, 136 в 1979, 167 в 1939, 173 в 1926, 108 в 1906, 230 в 1858). Національний склад — чуваші та росіяни.

## Історія
Історична назва — Аптяк-Пось. Засновано 19 століття як виселок села Янимово. До 1866 року селяни мали статус державних, займались землеробством, тваринництвом. 1931 року створено колгосп «Çĕнĕ пурнăç». До 1920 року присілок входив до складу Татаркасинської волості Козьмодемьянського, до 1926 року — Чебоксарського, а до 1927 року — Малокарачкінської волості Ядринського повітів. Після переходу 1927 року на райони — спочатку у складі Татаркасинського, з 1939 року — Сундирського, а з 1962 року — Ядринського районів.

## Господарство
У присілку діє спортивний майданчик.